# 座花针茅
座花针茅（学名：Stipa subsessiliflora）为禾本科针茅属下的一个种。

## 扩展阅读
- 維基物種上的相關：座花针茅